# Дівед (королівство)
Дівед (валл. Dyfed) — середньовічне королівство, яке існувало після припинення римського панування у 410—920 роках у південно-західній частині Уельсу.

## Список королів
Династія Магна Максима
- Анун Дінон бл. (382—400)
- Еднівед ап Анун бл. (400—410)
- Клотрі ап Глоїтгвін бл. (410—421)

Династія Десі
- Тріфін Бородатий бл. (421—445) одружений з Гулідерою.
- Айргол Довгорукий бл. (445—495), його батько Еохайд ап Тріфін
- Гуртевір ап Айргол бл. (495—540)
- Кінгар ап Гуртевір бл. {540-570)
- Петрок ап Кінгар бл. (570—595)
- Артуїр ап Петрок бл. (595—615)
- Ноуї Старий бл. (615—650)
- Гулідієн ап Ноуї бл. (650—670)
- Катен ап Гулідієн бл. (670—690)
- Кадуган ап Катен бл. (690—710)
- Райн ап Кадуган бл. (710—730)
- Теудос ап Райн бл. (730—760)
- Маредід ап Теудос бл. (760—798)
- Райн ап Маредід бл. (798—808)
- Тріфін ап Райн (808—810)
- Оуайн ап Маредід (810—811)
- Бледріг Віллан
- Хіфаїд ап Бледріг (878—893)
- Ліварх ап Хіфаїд (893—904)
- Родрі ап Хіфаїд (904—905)

Діневурська династія
- Хівел Добрий (904—920)